# Nordens Ark
Nordens Ark - em português Arca Nórdica - é um parque zoológico que alberga animais em risco de extinção.
Está situado no fiorde de Åby, na proximidade da pequena localidade de Smögen, na província histórica da Bohuslän, na Suécia.
Está localizado a 20 km de Smögen, a 45 km de Uddevalla, a 114 km de Gotemburgo e a 210 km de Oslo .
Neste parque vivem cerca de 80 espécies atualmente ameaçadas de extinção, como por exemplo o leopardo da neve, o tigre-siberiano, o leopardo de Amur, lobos e linces.
Está aberto todos os dias do ano, recebendo anualmente cerca de 100 000 visitantes.

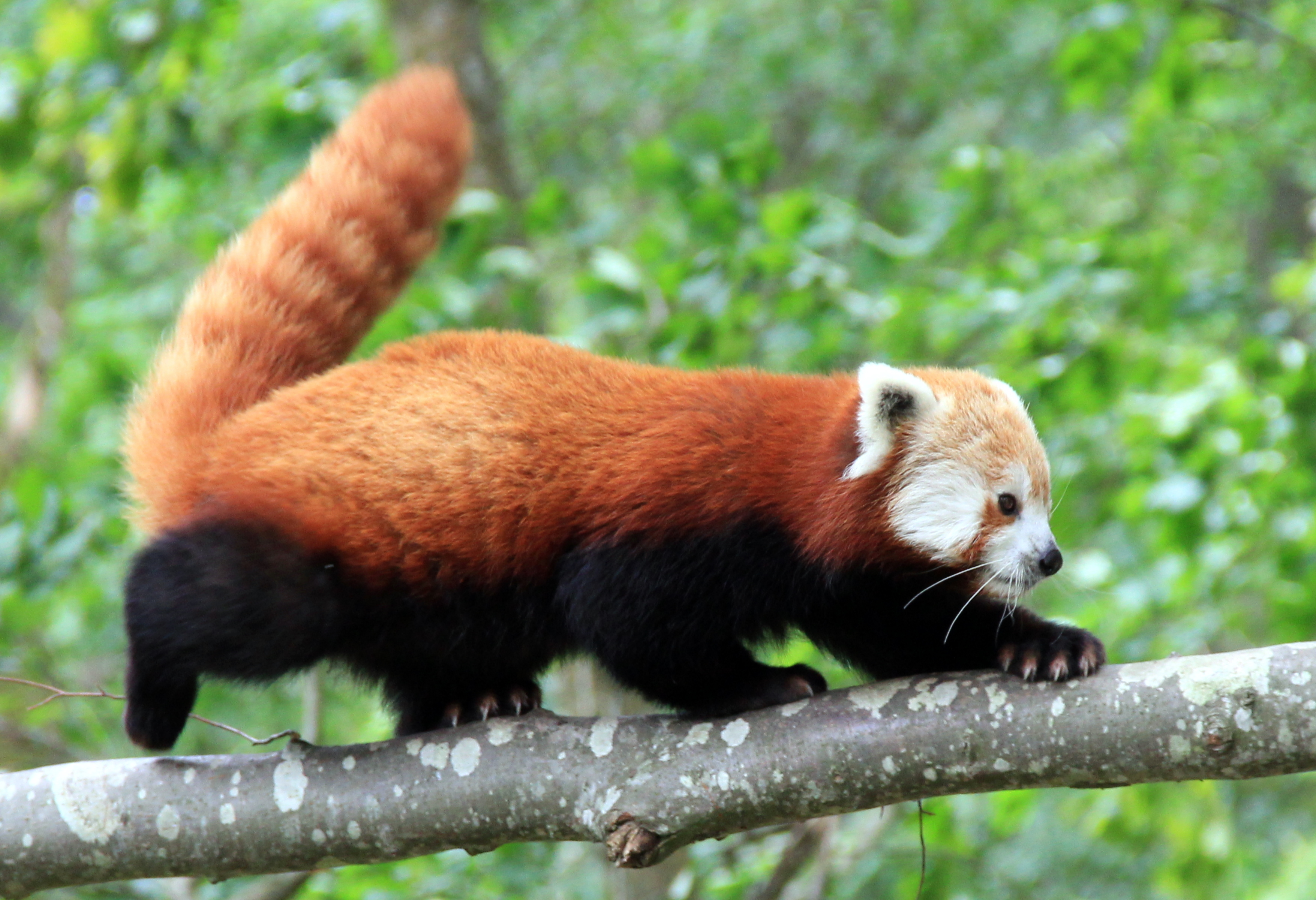
Um panda vermelho
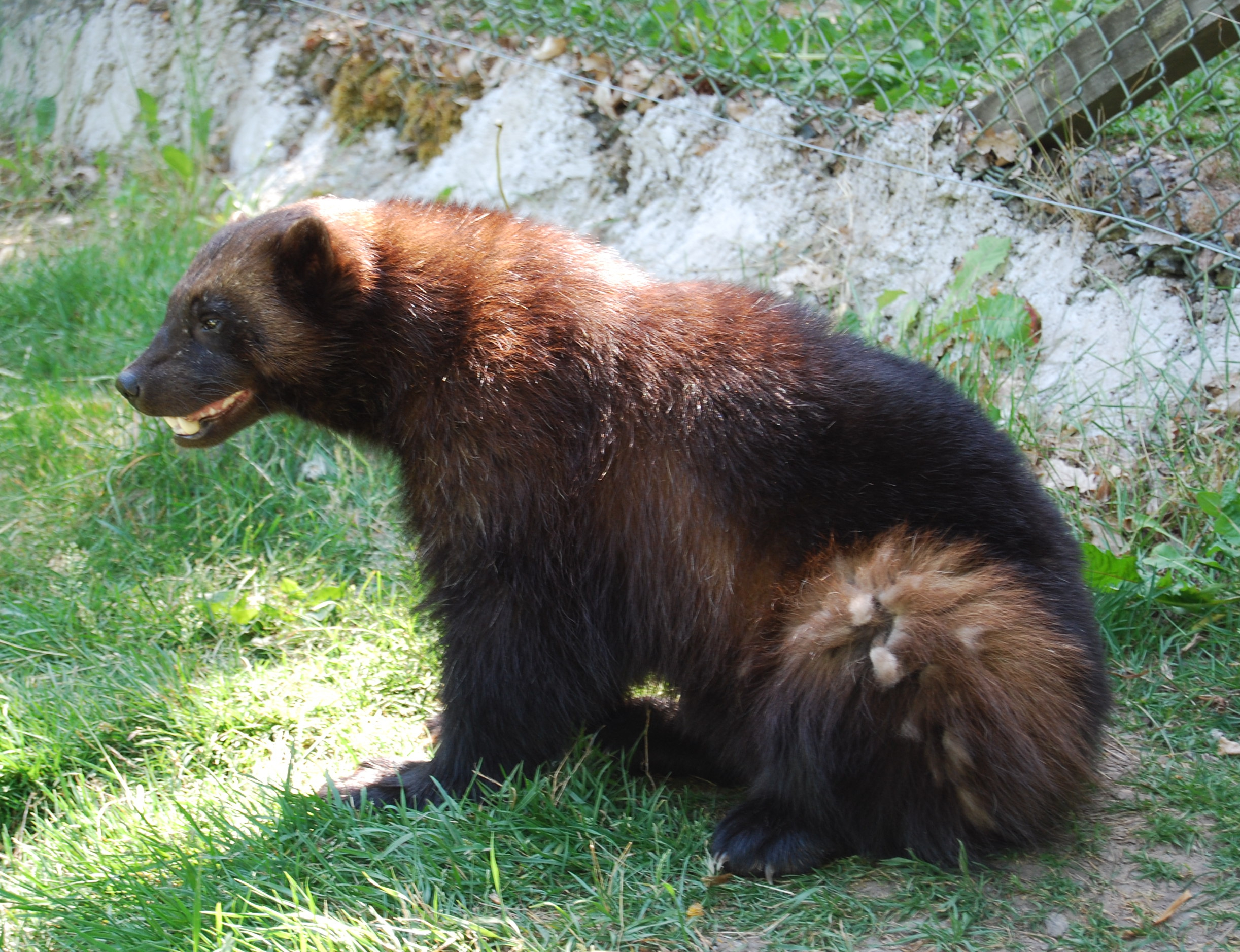
Um glutão
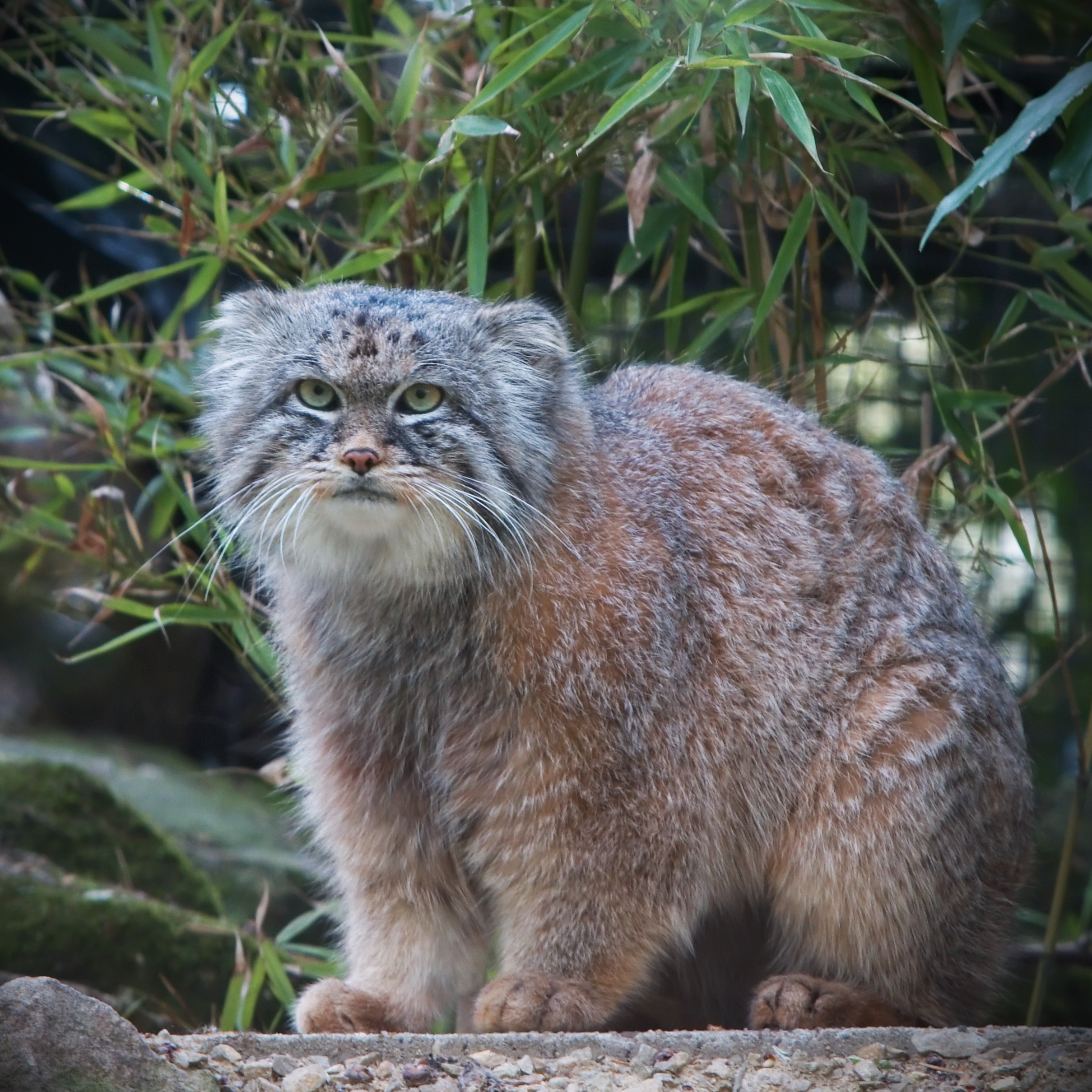
Um gato-de-Pallas
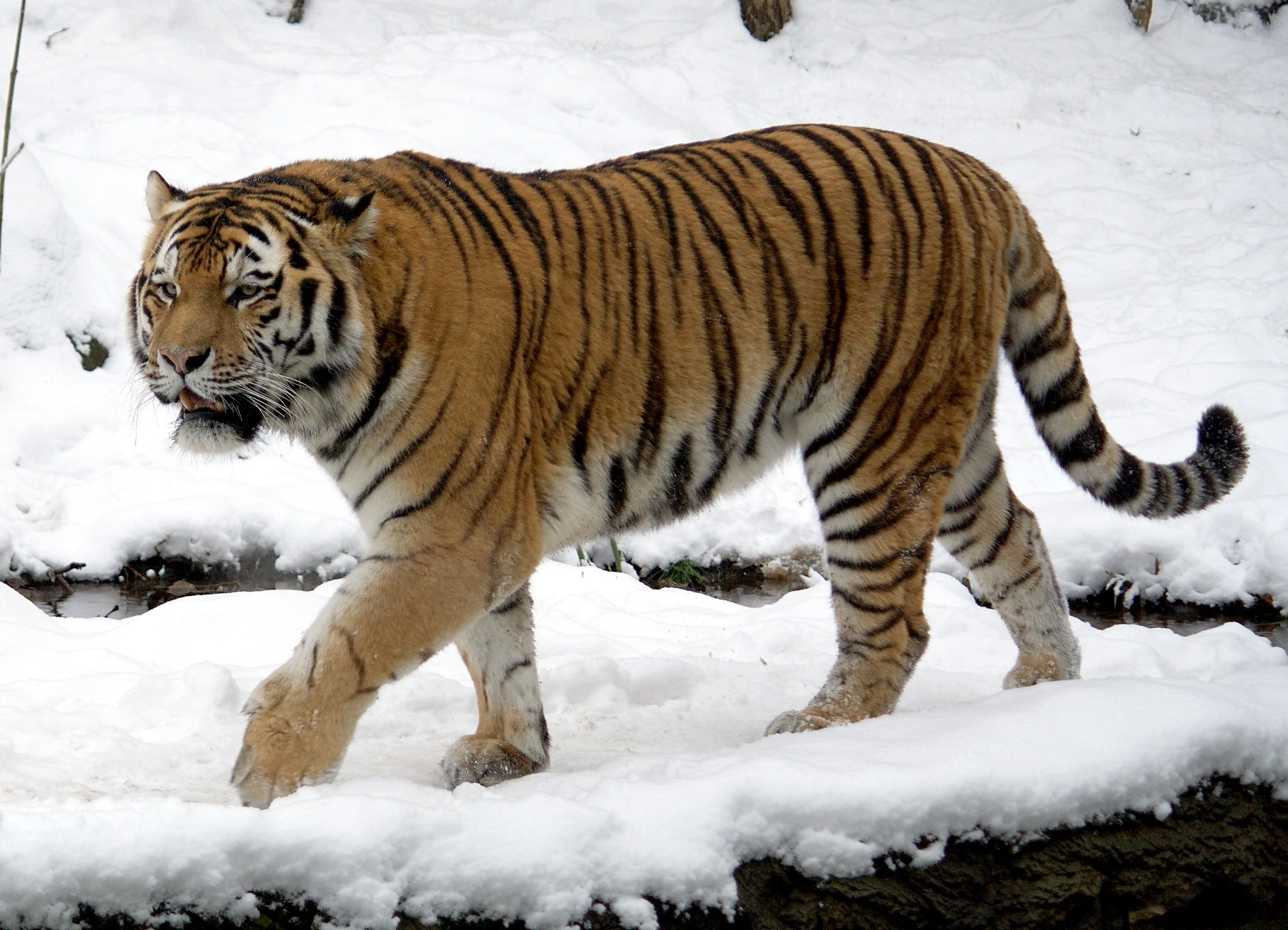
Um Tigre-siberiano